# 欽斯特拉普角
欽斯特拉普角（英語：Chinstrap Point），是南極洲的海岬，位於南桑威奇群島，處於溫德凱申島東南端，在1971年由英國南極名稱諮詢委員會命名，由英國海外領土管轄。